# Onek
Onek – wieś w Słowenii, w gminie Kočevje. W 2018 roku liczyła 33 mieszkańców.